# Rehfelde
Rehfelde é um município da Alemanha, situado no distrito de Märkisch-Oderland, no estado de Brandemburgo. Tem 46,15 km² de área, e sua população em 2019 foi estimada em 5.152 habitantes.